# Петко воєвода
Пе́тко воєво́да (відомий ще як капітан Петко войвода; болг. Петко Кирков, також Каракирков, Кирияков, Калоянов) — Національний герой Болгарії, гайдук, воєвода, революціонер, борець проти османського гноблення болгар за об'єднання Болгарії.

## Життєпис

### Ранні роки
Народився 18 грудня (6 грудня за старим стилем) 1844 року у селищі Доганхісар поблизу міста Дедеагач у Західній Фракії. Петко народився у сім'ї Кирко та Купи Каракиркових, де, окрім нього, було ще 8 братів та сестер. Під час дитинства навчався грамотності у місцевого сільського вчителя. Петко був дуже високим, ширококостим, непосидячим, але був вдумливим і мав м'який характер.

### Початок гайдуцької діяльності
Османи вбили його рідного брата Матю і його двоюрідного брата Вилчо, через що Петко вбив одного з нападників і 6 травня 1861 року залишив родину і разом ще з 7 юнаками пішов гайдуцтвувати. Інші юнаки вибрали його своїм ватажком. Незабаром Петко з іншими гайдуками ліквідував вбивць Матю і Вилчо разом з головним винуватцем Мехмед беєм. 16 червня 1861 року гайдуки у селі Бахшибей розбили поліцейський загін, при цьому вбивши 2-х поліцейських та декількох поранивши. Османи так побоювались гайдуків, що протягом тривалого часу не наважилися увійти в село. Після двох успішних боїв з військами в серпні 1861 року чета стала відома навкруги.
6 січня 1863 року загін з 130 башибузуків оточив гайдуків біля села Ісьорен. Двоє з них були вбиті, а інші поранені та взяті в полон. Їх кинули до в'язниці у Геліболу. Полонені організували втечу, але були схоплені і перевезені до в'язниці «Біла Вежа» в Салоніках. Після багатьох допитів, де гайдуки усе заперечували, османи вирішили передати їх до міста Драми. Під час перевезення по дорозі гайдуки підпоїли охоронців та звільнилися, але через деякий час попали в османську засідку, де усі, окрім Петко, були знову захоплені в полон.
У 1864 році нова чета провела послідовно багато серйозних боїв, тому що її активно переслідували османи. Тоді ж чету Петко спробував знищити відомий османський каратель Осман ага, який мав чисельну перевагу над гайдуками ледь не в 20 разів. Але Осман був з безчестям побитий Петко, після чого вища османська влада кинула невдалого агу ло в'язниці. Адріанополь Вели-паша, дуже стурбований тим, загін, посланий проти Османа Aga, karagasa в Едірне, отримав свою binbashiyski перемогу рангу над лідером Angel. Незважаючи на перевагу в живій силі в 20 разів заколотники, Осман був побитий і безчестя лідера Петко і випас кидає його у в'язницю. Після цього Петко провів ще декілька успішних боїв з османами.

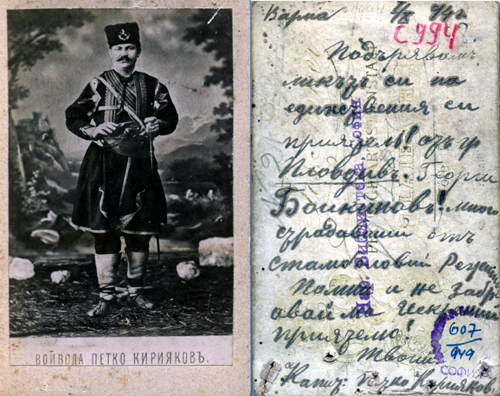
Своє фото 1894 року Петко воєвода подарував за його словами «єдиному своєму приятелю у Пловдиві» Георги Бойкинову. Фото воєвода підписав як «Капітан Петко Кирияков».

### Участь у боротьбі італійців за об'єднання Італії та у Критському повстанні
Восені 1864 року Петко воєводу грецькі повстанці запросили до участі в спільній боротьбі проти османів. Він приїхав до Афін, де певний час навчався у військовому училищі. Взяв участь в революційній агітації у Македонії, після чого виїхав до Італії. Там він на початку 1866 року жив вдома у Джузеппе Гарібальді, разом з яким організував «гарибальдійську дружину» чисельністю в 220 італійців та 67 болгар, яка взяла участь в Критському повстанні. По висадці на Криті мав завдання діяти маленьким загоном проти османів, провів декілька вдалих військових дій, і хоча повстання було придушене, за вдалі дії Петко отримав звання «Капітан», а його загін уцілів, не здавшись османам. Після цього Петко виїхав до Італії, а опісля — до Афін. Там він видав звернення до болгар із закликом об'єднатися задля звільнення Болгарії від османів.

### Повернення до Болгарії
12 травня 1869 року капітан Петко зібрав загін в Афінах і рушив по морю до болгарського узбережжя Егейського моря. Влітку 1869 року чета провела там п'ять боїв з османськими жандармами.
Після замаху на Петко черкесів, які це зробили на замовлення багатого місцевого феодала, в лютому наступного 1871 року близько 100 повстанців напали на черкеське село і вбили всіх черкесів чоловічої статі, а жінок і дітей вигнали з їхніх домівок. В подальшому чета вела численні запеклі бої з жандармами. Один з них тривав 22 дні, гайдукам вдалось відбитися та врешті решт відступити, втративши лише 1 убитого. Петко був легко поранений в ногу. Є неперевірені відомості, що османи втратили до 30 жандармів убитими. Після чергового провалу спроби вбити Петко османи почали репресії проти християнського населення. Восени 1871 року вони досягли найвищого рівня, якби сам Петко не пробрався під виглядом імама до місцевого керівника османів Тахір-бека і не настрахав того. Репресії Тахір-бек припинив.
У 1872 році проти чети Петко послали загін османів під командуванням Арапа Хасана, якого незабаром гайдуки вдало захопили в полон. Його поміняли на всіх ув'язнених у османських в'язницях за звинуваченням у тому, що вони є помічники і друзі Петко. Капітан створив ефективну зонну гайдуцьку структуру, яку складала верхівка — самі гайдуки, логістична частина — прихильники, інтелектуальна частина — шпигуни, фінансова частина — фонд, постачальники зброї і наметів — так звані парасольки (болг. чадъри. Подібна структура була реалізована в регулярній османській армії. Петко на стільки застрахав османську верхівку регіону його діяльності, що 30 липня 1872 року один з місцевих керівників Мустафа Салем надіслав воєводі листа, де визнав його «самовизнаним правителем» і заплатив йому «податок» у 6 000 динарів.
У 1873 році чета стала повністю регулярною. Їй дали назву «Перша болгарська родопська дружина» з уставом і власною печаткою. 22 лютого 1874 року капітан Петко тільки з 15-ма своїми гайдуками відбив напад 120 османів. В подальшому, протягом 1874—1876 років дружина з успіхом провела багато боїв з османськими військами, черкеськими військовими утвореннями, башибузуцькими бандами. За голову Петко османи оголосили нагороду в 5000 лір. За цей час Петко був поранений в руку, щасливо уникнув отруєння, яким хотіла його вбити місцева османська влада. Тільки в березні 1875 року дружина понесла перші втрати. За цей час Петкова дружина декілька разів спинила лихварства місцевих чиновників, забрала та знищила боргові книги місцевих селян, захопила багато коштів місцевих багатіїв, які роздала бідним. Петко захопив декілька заручників з багатіїв задля того, аби за них звільнити 4 полонених своїх четників та деяких таємних помічників з місцевої бідноти за принципом «один проти одного». Однак османи звільнили лише місцевих, залишивши у в'язниці четників. Тоді Петко скарав на смерть тих заручників, що мали бути звільнені за четників. У 1876 році спалахнуло Квітневе повстання проти османів, яке однак, османи потопили в крові. Дружина була змушена не проводити у той час активних дій через ґрунтовні побоювання османських каральних заходів проти місцевих жителів — болгар у регіоні дії дружини.

### Російсько-турецька війна 1877—1878 років
«Перша болгарська родопська дружина» взяла діяльну участь у російсько-турецькій війні 1877—1878 років. 15 березня 1877 року відбувся перший бій між повстанською дружиною і османами. До кінця року дружина налічувала до 300 вояків, активно нападала на османську армію, обеззброювала окремі їхні підрозділи. У кінці грудня 1877 року група ввійшла в Північну Грецію, біля містечка Шапчі, звільнила його та навколишній регіон від османського панування. Однак за Сан-Стефанським договором місто залишилося за межами Болгарії.
В подальшому, загін довелось відвести до регіону, що відійшов згідно договору до меж російської окупації. Російська окупаційна влада довірила охороняти дружині Петко спокій християнського населення.
До березня 1879 року загін перебував у горах Родопи, потім передислоцирувався до Хасково, аби запобігти бунту місцевих турків. На початку червня 1879 року після стабілізації нового болгарського уряду бойовий загін після 18 років служби розформували.

### Після звільнення Болгарії
Генерал Михайло Скобелев запросив воєводу Петко до себе як гостя, після розформування дружини воєвода поїхав до Російської імперії. Там його представили імператору Олександру II. Той присвоїв Петко військове звання капітана російської армії, нагородив його «Георгієвським хрестом» за участь у війні та подарував йому маєток на 160 000 гектарів у Київській губернії, яке Петко швидко продав і повернувся до Болгарії, оселившись у Варні. Там він створив організацію «Странджа», яка мала за мету захист та звільнення тих болгар, що залишились вимушено на османській території. 1895 року його наклепницьки звинуватили в організації замаху на прем'єра Стефана Стамболова, кинули до варненської в'язниці, де він пробув 140 днів, після чого відправили жити до міста Трявна. Тільки після падіння Стамболова Петко зміг повернутися до Варни в травні 1894 року. В подальшому він брав активну участь у наборі добровольців до загонів, які мали б брати участь у збройних діях проти османів у Македонії.
Помер Петко воєвода 7 лютого 1900 року у Варні, де його і поховали.

## Пам'ять про капітана Петко

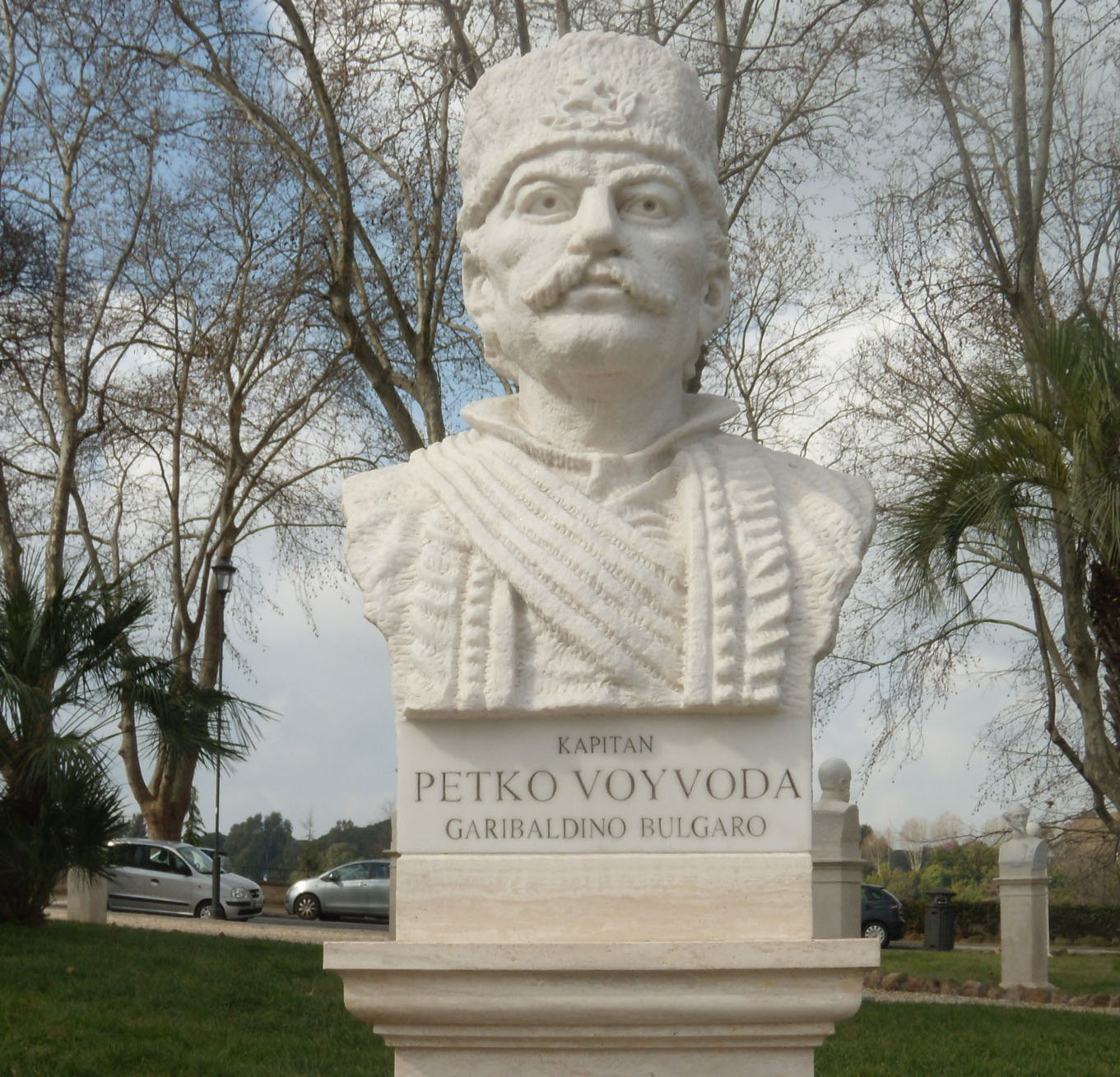
Пам'ятник Петко воєводі у Римі з написом на ньому «Петко воєвода — болгарський гарибальдієць».

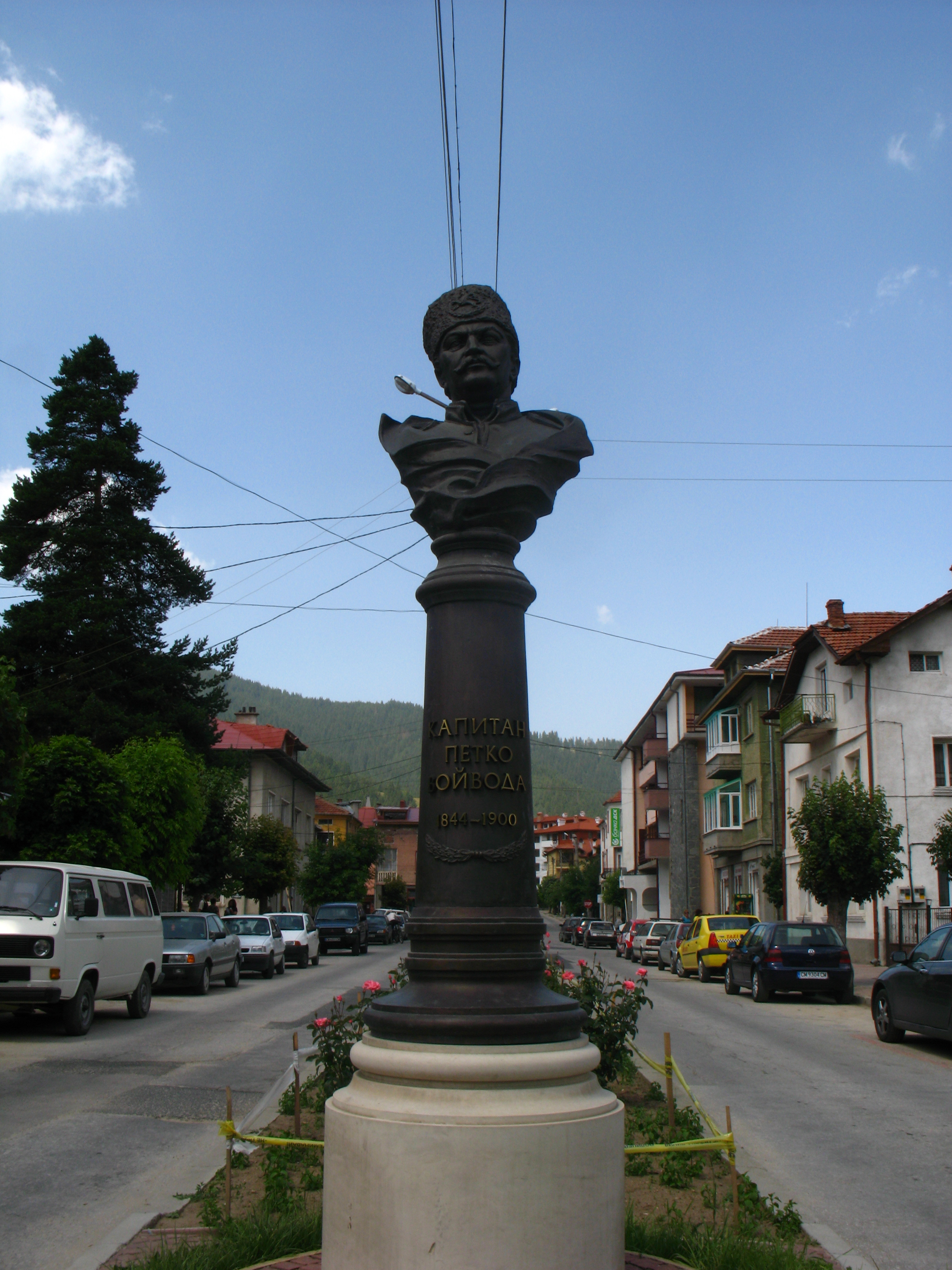
Пам'ятник Петко воєводі у Чепеларе

Капітану Петко пставили 22 пам'ятники тільки у Болгарії — Крумовград, Плевен Чепеларе, Варна, Пловдив, Стара Загора, Бургас тощо. З нагоди 160-ї річниці Петко воєводи в 2004 році на холмі Джаніколо в Римі відкрили ще один його пам'ятник. Найбільш вражаючим вважають той, що побудували в Хасково, який відкрили в 1955 році. Села Капітан-Петко у Шуменській області та Капітан-Петко-Войвода у Хасковській області назвали на честь Петко. У десятках болгарських міст і сіл є вулиці, які назвали на честь Петко Воєводи. Прикордонний контрольно-пропускний пункт з Грецією на узбережжі Егейського моря в Свіленграді також носить його ім'я.
На острові Лівінгстон, в Антарктиці на честь воєводи назвали гірський пік — болг. Петко Войвода Пик.
Йому присвятили багато народних пісень, наукових і літературних творів. Про Петко воєводу болгарські кінематографісти зняли біографічний телевізійний серіал «Капітан Петко Войвода» у 1981 році.
Особистий архів Петко Воєводи, пов'язаний з його революційною діяльністю, що складається з документів і кореспонденції, зберігають в болгарському історичному архіві Національної бібліотеки «Святих Кирила і Мефодія» в Софії. Зберегли і штаб Петко воєводи у селі Широка Лика, який він використовував під час національно-визвольної боротьби в період російсько-турецької війні 1877—1878 років.
Пам'ятник капітану Петко встановлений у Києві в Поліцейському сквері на вулиці Івана Федорова напроти посольства Македонії.